# Schranz
L'schranz és un estil de música techno repetitiu i ràpid, que es punxa al voltant de 140-160 beats per minut (BPM), tot i que pot ser més lent. Va assolir el zenit de la seva popularitat el 2001.

## Característiques
L'schranz es basa en patrons rítmics amb un ús massiu del kick (bombo), sons distorsionats de sintetitzador i sampleig de discos o pel·lícules per a crear melodies pròpies.
El so schranz original és un tipus de hard techno dur i accelerat (amb una velocitat al voltant de 150 BPM) inspirat pel hardcore techno, el new beat i el detroit techno, però els elements melòdics del qual són reduïts o eliminats, posant l'èmfasi en la percussió i utilitzant normalment només stabs senzills de sintetitzador. Un tret distintiu de l'schranz són els bucles comprimits i filtrats, combinats amb patrons de bombo de Roland TR-909, caixes i xarleston. Un exemple són els discos The real Schranz 1-3 o la sèrie Stigmata del productor alemany Chris Liebing.